# Židovský hřbitov ve Spomyšli
Židovský hřbitov ve Spomyšli leží asi 1 km severně od obce Spomyšl, (asi 8 km východně od Mělníka) na kraji lesa hraničícího s polem nad silnicí na Daminěves a Cítov. K založení došlo snad údajně v 17. století, písemně je však doložen až v polovině 18. století. V roce 1829 byl hřbitov rozšířen a byla zde zbudována sekce pro členy pohřebního bratrstva. Do dnešního dne se zde na ploše 1845 m2 dochovalo kolem 300 náhrobních kamenů s nejstaršími z let 1720 a 1721. Zajímavostí je jeden z náhrobků, na němž lze vidět motiv obřízkové soupravy. Pohřby zde probíhaly až do začátku druhé světové války. Z márnice v severozápadním rohu areálu zůstalo jen torzo branky, díky níž je areál volně přístupný. Hřbitov je nemovitou kulturní památkou České republiky.
Židovská komunita ve Spomyšli přestala existovat podle zákona z roku 1890. Do okupace se o hřbitov starala židovská obec v Roudnici nad Labem.